# Mühlenweg (Rheinbreitbach)

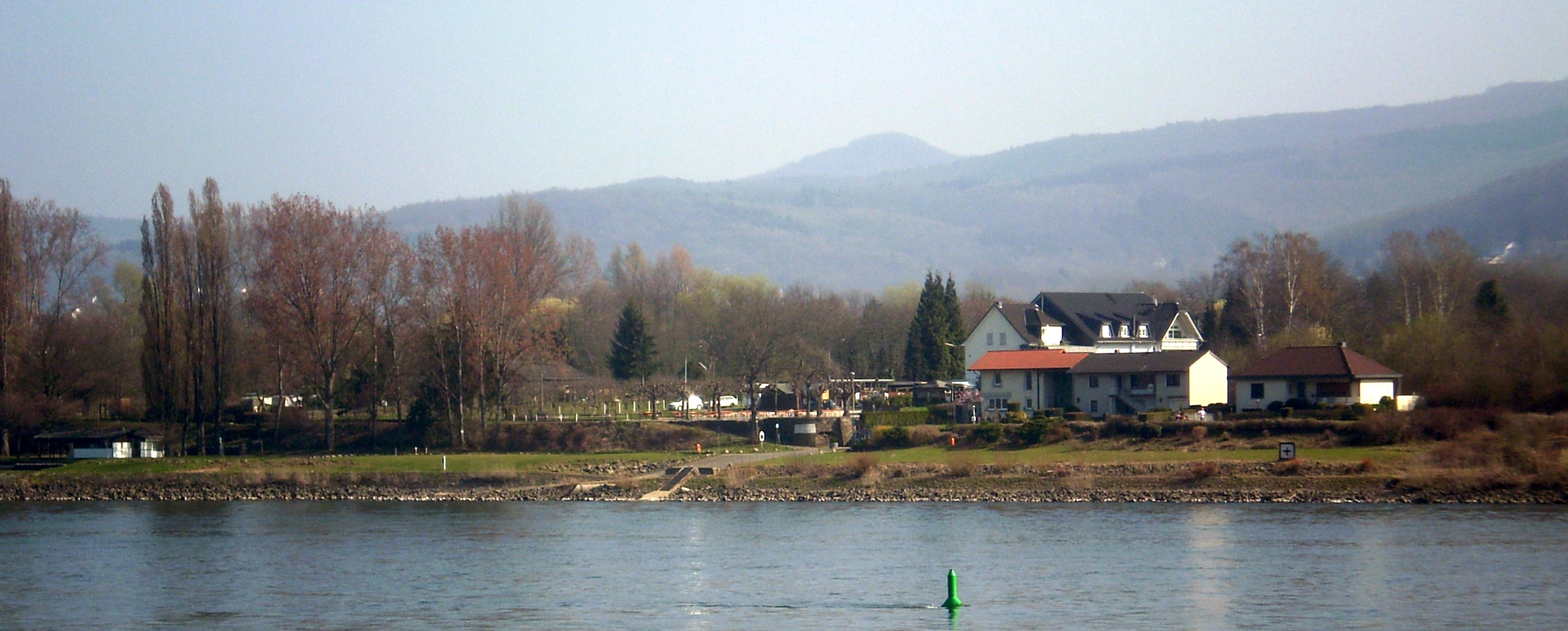
Wohnplatz Mühlenweg, Ansicht von Oberwinter (2012)

Der Mühlenweg ist ein Wohnplatz der Ortsgemeinde Rheinbreitbach im rheinland-pfälzischen Landkreis Neuwied. Auf Höhe des Ortszentrums gelegen, stellt er die Rheinfront und -promenade von Rheinbreitbach dar.

## Geographie
Der Wohnplatz Mühlenweg umfasst nur den westlich der Bundesstraße 42 und der rechtsrheinischen Eisenbahnstrecke am Rheinufer gelegenen Teil des Mühlenwegs. Zu ihm gehören etwa fünf Wohnhäuser, die sich auf den Leinpfad sowie die oberhalb von und parallel zu diesem verlaufende Heerstraße verteilen. Das Gelände fällt an der Terrassenkante hinter dem Leinpfad steil zur Rheinpromenade hin ab. Nordöstlich des Wohnplatzes befinden sich im sogenannten Maar zwei durch Abgrabung entstandene Teiche östlich und westlich der Bahnstrecke. Der Mühlenweg ist neben dem nördlicher gelegenen Wohnplatz Rolandsmühle das einzige am Rhein gelegene, ständig bewohnte Gebiet von Rheinbreitbach.

## Geschichte
Im Bereich des Mühlenwegs bestand Mitte bis Ende des 19. Jahrhunderts am Rheinufer eine Verladestelle für die in zwei Steinbrüchen oberhalb von Rheinbreitbach gewonnenen Kupfererze. 1885 verzeichnete der Wohnplatz Mühlenweg am Rhein 18 Einwohner in zwei Wohngebäuden.
1887 wurde eine Seilbahn vom Asberg auf einer Strecke von 6,3 km bis zum Rheinufer am Mühlenweg errichtet, die dem Transport des dort gebrochenen Basalts diente. Südlich des Mühlenwegs entstanden Gebäude und Anlagen zur Verwertung und Weiterverschiffung des Basalts, die durch Schienen miteinander verbunden waren. Dabei wurde ein Teil des Basalts in Handarbeit zerkleinert. Diese Stelle wurde nach einem einstigen Steinbruch als St. Marienbergerplatz bezeichnet. Zu Reparaturzwecken bestand am Mühlenweg außerdem eine  Schmiede. 1902 wurde die Seilbahn stillgelegt. Von den Einrichtungen am Mühlenweg zeugt noch eine Stützmauer aus Basalt.
Am Rheinufer bestand eine Anlegestelle für die Rheinschifffahrt sowie eine Fährverbindung nach Oberwinter, die ab 1936 mit der Fähre Isolde betrieben und 1969 eingestellt wurde. 1963 wurde nördlich des Mühlenwegs in der Flur Auf dem Salmenfang ein Campingplatz mit Außengastronomie eingerichtet. In derselben Zeitperiode entstanden dort auf einer Länge von etwa 500 m Pappelbäume, die das gesamte Rheinbreitbacher Rheinufer prägen. Ein weiterer, oberhalb auf Höhe des Leinpfads gelegener Biergarten geht auf den um 1900 erstmals erwähnten ehemaligen Gasthof „Zum Rheinblick“ zurück. Die Anlegestelle der Rheinschifffahrt wird seit Ende der 1990er-Jahre nicht mehr bedient und wurde abgebaut. Im Zuge von Kanal- und Straßenbauarbeiten 2003/04 wurden am Mühlenweg Kupferschlacken aus der Zeit des Bergbaubetriebs gefunden.